# Cleopomiarus micros
Cleopomiarus micros är en skalbaggsart som först beskrevs av Ernst Friedrich Germar 1821.  Cleopomiarus micros ingår i släktet Cleopomiarus, och familjen vivlar. Arten är reproducerande i Sverige.